# VariCAD
VariCAD — 3D/2D САПР, которая была разработана в 1988 году. Работает на Windows и Linux. Имеет много инструментов для 3D-моделирования и 2D-черчения. VariCAD обеспечивает поддержание параметров и геометрических ограничений, инструменты для корпусов, трубопроводов, расчеты, спецификации и многое другое
VariCAD позволяет редактировать файлы DWG без преобразования с помощью Open Design Alliance DWGdirect библиотек.
VariCAD доступен для Windows и Linux. С добавлением поддержки пользовательского интерфейса Unicode теперь также поддерживает нелатинские символы, такие, как те, что используются в японском, китайском и русском языках.
VariCAD Viewer является бесплатной проприетарной программой для просмотра файлов 3D/2D CAD.